# Амброзиус, Иоганна
Иоганна Амброзиус (нем. Johanna Ambrosius; 3 августа 1854 — 27 февраля 1939) — немецкая народная поэтесса, автор первой «Песни Восточной Пруссии».

## Биография
Иоганна Амброзиус родилась 3 августа 1854 в посёлке Тишкен в округе Тильзит-Рагнит (ныне посёлок Красное Село Неманского района Калининградской области), в семье высококвалифицированного рабочего. Она была второй из 14 детей в семье. Росла в очень скудных условиях. Деревенскую школу в Lengwethen (ныне посёлок Лунино) Иоганна посещала только до 11-летнего возраста, бросив учёбу из-за болезни матери. В дальнейшем занималась самообразованием. Иоганна работала в поле и в мастерских. Позже она вспоминала, что ей приходилось часто плакать от тоски по нормальной учёбе.
Отец Иоганны сам много читал и разрешал детям читать его книги, но только после полностью сделанной работы. Долго эти книги и были её единственной литературой. Она познакомилась с немецкой классикой только после того, как появилось её собственное собрание стихотворений.
Иоганна сочеталась браком, когда ей не было и 17 лет с крестьянским сыном Фридрихом Фоигтом. Получив небольшое наследство, молодые супруги приобрели домик в селе Groß Wersmeningken (рядом с нынешним посёлком Маломожайское).
Сестра Марта, которая была убеждена в таланте Иоганны, тайком пересылала её первые стихотворения в литературный журнал, где они были опубликованы. В конце 1894 новая удача: Карл Вайсс-Шраттенталь, профессор литературы из Братиславы, занимавшийся поиском талантливой молодёжи, содействовал Иоганне. Благодаря ему в 1894 году вышло первое собрание стихотворений Иоганны тиражом в 50 тысяч экземпляров (книга вышла под девичьей фамилией поэтессы). Следующая книга была напечатана в 1897 году бо́льшим тиражом и выдержала несколько переизданий.
Вскоре Иоганна Амброзиус познакомилась с известными писателями своего времени, включая Германа Судермана , Герхарта Гауптмана , Германа Гримма , Бруно Вилле и Генриха Харта.
Книги Иоганны имели успех как в Германии, так и за рубежом (были переведены на английский и французский языки). Многие её стихотворения стали текстами песен. Самое известное переложение на музыку — это первая «Песня Восточной Пруссии»: «Мы поём дружно, разве не прекрасна наша приветливая родина…». Выходцы из Восточной Пруссии и сейчас вспоминают, что пели эту песню на уроках в школе.
Грипп расшатал здоровье поэтессы, но даже испытывая большие боли, она продолжала работать в своём крестьянском хозяйстве. Кроме Восточной Пруссии, она ещё ничего не видела в мире, и первая поездка в Берлин стала прекрасным переживанием. Там она была принята наследной принцессой, которая щедро наградила поэтессу. Но вопреки успеху Иоганна оставалась скромной женщиной и никогда не стремилась к славе и чествованиям. Работая в поле и на ферме, она продолжала писать стихи. После смерти мужа Иоганна переехала в Кёнигсберг к своему сыну, где умерла 27 февраля 1939 года.

## Сочинения
«Ach, hätt' ich früher dich gesehn», «Du», «Ach, bindet mir die Hände doch», «Dein Kuß», «Mainacht», «Mein treu Herzlieb», «Warum ich weine», «So geht’s», «Du hast zu mir gehalten», «Vor Gericht», «Dereinst», «Frühlingsgedicht», «O lieb' auch du», «Wein' nicht, ich bin dir gut», «Vorüber», «Dein Bild», «Enttäuscht», «Für Dich», «Ich habe geliebt», «Frage», «An meine Rose», «Mein Herz», «Mich friert»…

## Память
- В старинном немецком особняке (улица Комсомольская, прежде Луизеналлее, дом 3) расположен калининградский Детско-юношеский центр. В довоенное время в этом здании находилась школа, которая носила имя Иоганны Амброзиус. Сейчас на здании установлена мемориальная доска, посвящённая Амброзиус.
- В Германии десятки школ, музеи, объекты культуры носят имя Иоганны Амброзиус.
- В городе Немане Калининградской области в «Доме дружбы» ежегодно проводятся творческие дни памяти народной поэтессы Иоганны Амброзиус.